# Michael Anthony Monsoor

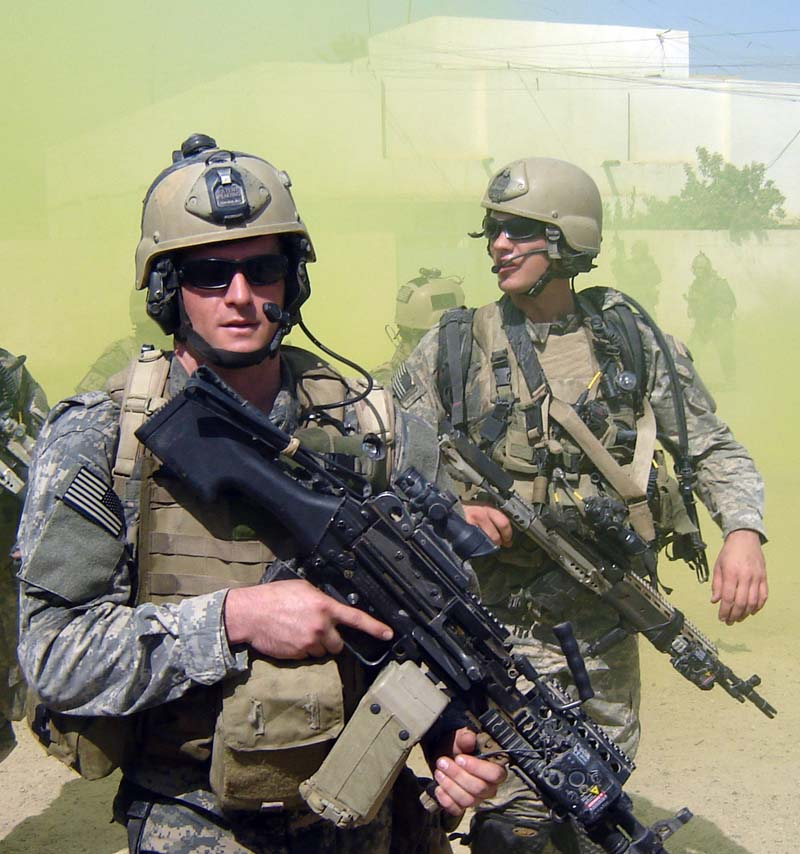
Michael A. Monsoor (l.) während einer Patrouille im Irak, 2006

Michael Anthony Monsoor (* 5. April 1981 in Garden Grove, Kalifornien, USA; † 29. September 2006 in Ramadi, Al-Anbar, Irak) war ein Petty Officer Second Class der United States Navy Seals und diente als MG-Schütze im Irakkrieg. Er wurde während seines Dienstes tödlich verwundet und postum mit der Medal of Honor, der höchsten Ehrenauszeichnung des US-Kongresses, ausgezeichnet. Er war der zweite US Navy Seal, der im Irakkrieg sein Leben verlor.

## Ausbildung und Irakeinsatz
Michael Monsoor trat am 21. März 2001 der United States Navy bei und absolvierte deren Grundausbildung im Recruit Training Command in Great Lakes, Illinois. Danach besuchte er die Quartermaster “A” School und wurde kurzzeitig am Militärflugplatz Sigonella in Italien eingesetzt. Das anschließende Basic Underwater Demolition/SEAL (BUD/S) Training in Coronado, Kalifornien, schloss er am 2. September 2004 als einer der Klassenbesten ab. Bis zum März 2005 absolvierte er noch die Fortgeschrittenenausbildung der Navy Seals, u. a. eine Fallschirmspringerausbildung in Fort Benning, eine Kaltwettergefechtsausbildung in Kodiak sowie ein sechsmonatiges Qualifikationsverfahren in Coronado. In den folgenden Monaten wurde er dem SEAL Team 3, Delta Platoon zugewiesen, mit dem er im April 2006 in den Raum Ramadi, Irak verlegte.
Am 29. September 2006 war er im umkämpften Ramadi, zusammen mit drei Teamkameraden und acht irakischen Soldaten, auf dem Dach eines Gebäudes als Überwachungsposten eingesetzt, als sich ein Feuergefecht mit irakischen Kämpfern entwickelte. Während des Gefechts wurde ein Kämpfer getötet und ein weiterer verwundet, als ein Aufständischer eine Splittergranate auf das Dach schleuderte. Obwohl Monsoor sich aufgrund seiner Platzwahl als einziger vom Dach in Sicherheit hätte bringen können, warf er sich stattdessen auf die Granate, um seine Kameraden zu schützen und erlag ca. 30 Minuten später den schweren Verletzungen, die er durch die Explosion davontrug. Seine drei Teamkameraden und die irakischen Soldaten überlebten.

## Auszeichnungen
Für seine herausragenden Einsätze als MG-Schütze in elf Gefechtsoperationen wurde ihm der Bronze Star verliehen. Am 9. Mai 2006 rettete er einen verwundeten Kameraden aus feindlichem Feuer und wurde dafür mit dem Silver Star ausgezeichnet.
Am 8. April 2008 wurde er für seine Handlungen in Ramadi im Weißen Haus postum mit der Medal of Honor ausgezeichnet.
Ebenfalls 2008 gab die US Navy bekannt, einen Zerstörer der Zumwalt-Klasse (USS Michael Monsoor) zu nennen. Die Taufe des Schiffs fand am 18. Juni 2016 durch seine Mutter, Sally Monsoor, statt.
Michael Monsoor wurde am 9. April 2008 in die „Hall of Heroes“ im Pentagon aufgenommen.
Ein „Veterans of Foreign Wars (VFW) Post 2082 Lemon Station“ wurde nach Michael Monsoor benannt.